# Søren Marinus Jensen
Soren Jensen Marinus (5 de mayo de 1879 en Aarhus Kommune Skødstrup, † 6 de enero de 1965) fue un luchador danés.
Jensen ganó dos medallas de oro en los Juegos Olímpicos intercalados en 1906 y dos medallas de bronce entre 1908 y 1912. Él es el luchador danés de mayor éxito en los Juegos Olímpicos. Además de los Juegos Olímpicos, Jensen también puso en marcha en los torneos del Campeonato de Europa y del Mundo. Ganó en Berlín en 1905, el título mundial. Vice Campeón de Europa en los años 1907, 1911 y 1912, los torneos de 1907 y 1912, considerado en la actualidad como los campeonatos europeos no oficiales.

## Logros
- 1905, primer lugar, WM en Berlín, SG más de 80 kg, antes de Georg Altmann y Paul Moldt (ambos de Alemania).

- 1906, Medalla de oro, Juegos Olímpicos de Atenas, entre, antes de Henri Baur, Austria y Marcel du Bois, Bélgica.

- 1906, Medalla de oro, Juegos Olímpicos de Atenas Intermedio, clase Open, antes de Verner Weckman, Finlandia y Rudolf Watzl, Austria.

- 1907, segundo Inoffiz Place. Campeonato de Copenhague, detrás de Carl Jensen, Dinamarca y antes Helgo Nahmensen, Dinamarca.

- 1908, medalla de bronce, el sistema operativo en Londres, Sg de 85 kg, detrás de Richard Weisz, Hungría y Alexander Petrov, Rusia.

- 1910, 3 º Lugar, WM en Dusseldorf, Sg de 85 kg, después de Gustav Sperling y Otto Buren (ambos de Alemania).

- 1911, segundo Coloque Campeonatos de Europa de Budapest, Hsg a 93 kg, detrás de Rudolf Grüneisen de Alemania y antes de Jozsef Elöd, Hungría.

- 1911, cuarta Inoffiz Place. Campeonato del Mundo de Berlín, ed a 85 kg, detrás de Alex Järvinen, Finlandia, A. Lehmann, Alemania y Anders Ahlgren, Suecia.

- 1912, segundo Inoffiz Place. Campeonato de Europa de Budapest, detrás de Tibor Fischer, Hungría y antes de Viktor Salovaara, Finlandia.

- 1912, medalla de bronce, OS Estocolmo, Sg aproximadamente 82,5 kg, detrás de Yrjö Saarela y Johan Olin (ambos Finlandia) y antes de que Jacob Neser, Alemania.